# Yitzchak Zieman
Yitzchak Zelig  Zieman (* 6. Mai 1920 in Riga, Lettland; † 2. April 2007) war Psychoanalytiker in New York und zusammen mit Ruth Cohn Begründer der Themenzentrierten Interaktion (TZI).

## Leben
Yitzchak Zieman wurde am 6. Mai 1920 in Riga als ältestes von vier Kindern geboren und wuchs in Līvāni auf. Mit zehn Jahren trat er der Gordonia bei, einer zionistisch‐sozialistischen Jugendbewegung, die sich für die Auswanderung der europäischen Juden nach Palästina einsetzte.
Im Zweiten Weltkrieg, nach der Besetzung Lettlands durch die Deutschen, schloss er sich der antifaschistischen Miliz an. Später floh er in den noch unbesetzten Teil Russlands und wurde sowjetischer Soldat in Stalingrad. Durch ein Dekret Stalins wurde er 1942 aus der Armee ausgeschlossen und Zwangsarbeiter in einem sowjetischen Gulag. In Kirgisien arbeitete er in einer landwirtschaftlichen Kolchose. Von dort bereitete er seine Flucht in den Westen vor. Dazu gab er sich als Pole aus und floh über Polen nach Deutschland.
In München machte er wegen einer Depression eine Psychotherapie bei Fritz Riemann, der später sein Lehrtherapeut und Mentor wurde.
Später wanderte er nach Amerika aus, wo er in New York als Psychoanalytiker arbeitete. Dabei lernte er in den frühen 1960er-Jahren Ruth Cohn kennen und entwickelt mit ihr zusammen die Themenzentrierte Interaktion, eine humanistische Gesellschaftstherapie, bei der die Achtung des Anderen und die Demokratisierung der Gesellschaft einen hohen Stellenwert hat.

## Lebenswerk
Als einziger Überlebender einer im Holocaust ermordeten jüdischen Familie aus Lettland beschäftigte sich Zieman mit den gesellschaftlichen, psychologischen und pädagogischen Wurzeln des Holocaust. Die Versöhnung zwischen (nichtjüdischen) Deutschen und Juden, und zwischen Palästinensern und Israelis war ihm ein großes Anliegen.
Zieman wurde einer der wichtigsten Vertreter und Ausbildner der TZI. Von 1973 bis 1999 leitete er etwa 150 TZI-Workshops in New York und in Deutschland im Rahmen der damaligen Vorgänger-Institutionen des heutigen Ruth-Cohn-Instituts (Workshop-Institute for Living Learning - WILL, WILL-America, WILL-Europa, WILL-International).